# اولاف ماگنوسون نروژ
اولاف ماگنوسون نروژ (انگلیسی: Olaf Magnusson of Norway؛ ۱۰۹۹ – ۲۲ دسامبر ۱۱۱۵ (aged ۱۷)) یک پادشاه نروژ اهل نروژ بود. 